# Georg Ludwig von Köller-Banner (Politiker)
Georg Ludwig von Köller-Banner (* 20. Januar 1776 in Kopenhagen; † 11. November 1843 in Waren (Müritz)) war ein preußischer Landschaftsrat und pommerscher Gutsbesitzer.

## Leben
Er war der seit 7. November 1795 legitimierte Sohn des gleichnamigen königlich dänischen Generals der Infanterie Georg Ludwig von Köller-Banner (1728–1811; aus dem pommerschen Adelsgeschlecht von Köller) aus einer Liaison mit der königlich dänischen Hofschauspielerin Maria Morell. Er erhielt die preußische Adelslegitimation durch Allerhöchste Kabinettsorder vom 22. Januar 1796 unter Beilegung des väterlichen Wappens und Namens.
Er war Gutsherr auf Anteil Moratz (Teil C) (heute Ortsteil von Przybiernów) im Landkreis Greifenberg in Pommern. Im Jahr 1828 wurde für drei Jahre ab 1829 ein Pächter für das „in Sequestration befindliche“ Gut Moratz gesucht.
Köller-Banner heiratete am 13. Februar 1824 in Waren (Mecklenburg). Mindestens ein Sohn wurde auf Gut Moratz geboren und gehörte 1862 der Pommerschen Ritterschaft an.